# José María Gibernau Bertrán
José María Gibernau Bertrán (Masnou, 3 de noviembre de 1916-Barcelona, 18 de julio de 1995) fue un abogado y político español.

## Biografía
Era hijo de Martín Gibernau Riera y de María Bertrán. Su padre, Martín Gibernau, había sido en su juventud presidente del Requeté jaimista de Barcelona.

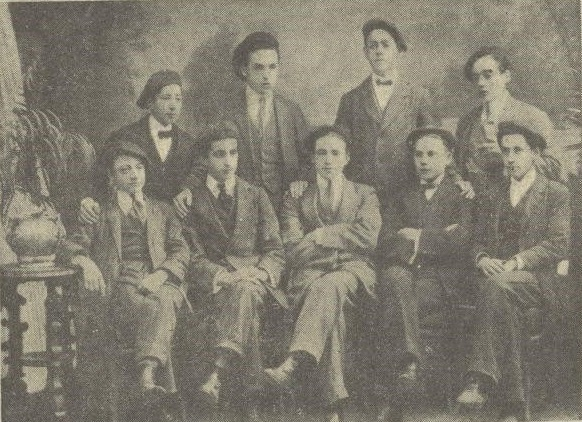
El Requeté jaimista de Barcelona (1911). Sentado en el centro, su presidente, Martín Gibernau, padre de José María.

Estudió en la Escuela Industrial de Can Batlló. José María también militó en el carlismo y en la Segunda República formó parte de la junta directiva de las Juventudes Tradicionalistas de Barcelona y de la Agrupación Escolar Tradicionalista de Cataluña y Baleares.
En abril de 1937, durante la guerra civil española, huyó de Barcelona y pasó a la zona nacional, donde ingresó en el Tercio de Requetés de la Virgen Blanca. Posteriormente siguió combatiendo en la milicia de FET y de las JONS, con el grado de alférez provisional de Infantería. En 1938 resultó herido y trasladado al hospital de Pamplona, hasta que fue dado de alta y puesto a disposición del General Jefe del Ejército del Norte. Formó parte de la unidad de Tiradores de Ifni y terminó la campaña con el grado de teniente.
Abogado de profesión, Gibernau ocupó distintos cargos políticos en Barcelona durante la postguerra. Con solo 25 años de edad fue secretario particular del gobernador de Barcelona Antonio Correa Veglison, procedente, al igual que él, de la Comunión Tradicionalista. Al fallecer Antonio Correa en 1971, diría en un «Epitafio a Antonio Correa Veglison» publicado en La Vanguardia Española, que los tres años en que había sido secretario suyo habían sido «inolvidables» y que había sido «su secretario, su amigo, casi su hermano».
Fue asimismo diputado de Beneficencia de la Diputación de Barcelona y colaborador del diario vespertino La Prensa, al que aportó artículos patrióticos y doctrinales en la línea del Movimiento Nacional y del tradicionalismo español.
En la década de 1960 fue vicepresidente del Círculo Central Español de Barcelona, una entidad tradicionalista que había estado vinculada al carloctavismo.
En 1962 participó como orador en un acto público en Barcelona, con la asistencia del capitán general Pablo Martín Alonso y del gobernador civil Matías Vega Guerra, en conmemoración de la sublevación del cuartel de San Andrés el 19 de julio de 1936, junto con el jefe regional de la Comunión Tradicionalista José Prat Piera, el representante de Falange José María Poblador y el sublevado más joven del cuartel, Felio A. Vilarrubias.
Perteneció también a la junta directiva del Fútbol Club Barcelona (entonces llamado Club de Fútbol Barcelona), de la que llegó a ser vicepresidente. Destacó por resaltar los principios católicos en el club. Por ejemplo, en 1965, año santo jacobeo, acudió a Santiago de Compostela con el equipo y, tras realizar una ofrenda al apóstol Santiago, declaró: 

Nos individualiza una finalidad deportiva, pero el ideal perseguido, competitivo y pedagógico a un tiempo, debe subordinarse al supremo valor religioso. (...) 
Que no mengüe jamás la caridad evangélica de la que Vos Señor Santiago, fuisteis sembrador y ya, desde ahora, os lo agradecemos con sinceridad y verdad. 
Señor: En estas breves palabras, sinceras y surgidas desde lo más hondo de nuestro corazón, el Club de Fútbol Barcelona concentra sus votos, que ponemos en vuestras manos, para una población más pura y santa.

En 1967 fue designado consejero nacional por el Jefe del Estado, cargo que desempeñó hasta 1971. Intervino en la sesión del pleno extraordinario del Consejo Nacional del 18 de febrero de 1971 para puntualizar las diferencias entre el separatismo y el regionalismo, pronunciándose en el mismo sentido que él los procuradores catalanes Juan Antonio Samaranch, Mariano Calviño y José María de Muller. A propósito de esta intervención, fue entrevistado por Manuel Vigil y Vázquez para el diario Ya.
Fue vicepresidente de la empresa Diarios y Revistas S. A. (DYRSA), vinculada a la Hermandad de Nuestra Señora Santa María del Alcázar, que en 1968 se hizo cargo de la gestión del diario El Alcázar.
José María Gibernau se declaraba «carlista de lealtad y sin treguas» y «hombre del Movimiento Nacional». Fue premiado por el Jefe del Estado en el año 1961 con la Encomienda del Mérito Civil en reconocimiento a sus méritos políticos y profesionales y en 1969 le fue concedida la Gran Cruz de la Orden de Cisneros.
En 1975, tras la Ley de Asociaciones Políticas, fue, junto con José María Valiente, uno de los tradicionalistas fundadores de Unión Nacional Española, cuya junta provincial en Barcelona estaba también integrada por Jaime Bofill-Gasset, Claudio Colomer, José María Roger Amat, Felio A. Vilarrubias, José María Arbós Batista, Antonio Dalmases, Santiago Garrido, José María Pibernat y Juan Todoli Luque, entre otros.
Estuvo casado con la golfista María Elena Corachán Graells, con quien tuvo por hijos a José María, Elena y Manuel Gibernau Cocharán, y después con Josefa Llorens Cervera.
Era el abuelo del motociclista Sete Gibernau.
Falleció el 18 de julio de 1995 en Barcelona y fue enterrado en el cementerio de Montjuic.